# Delticom

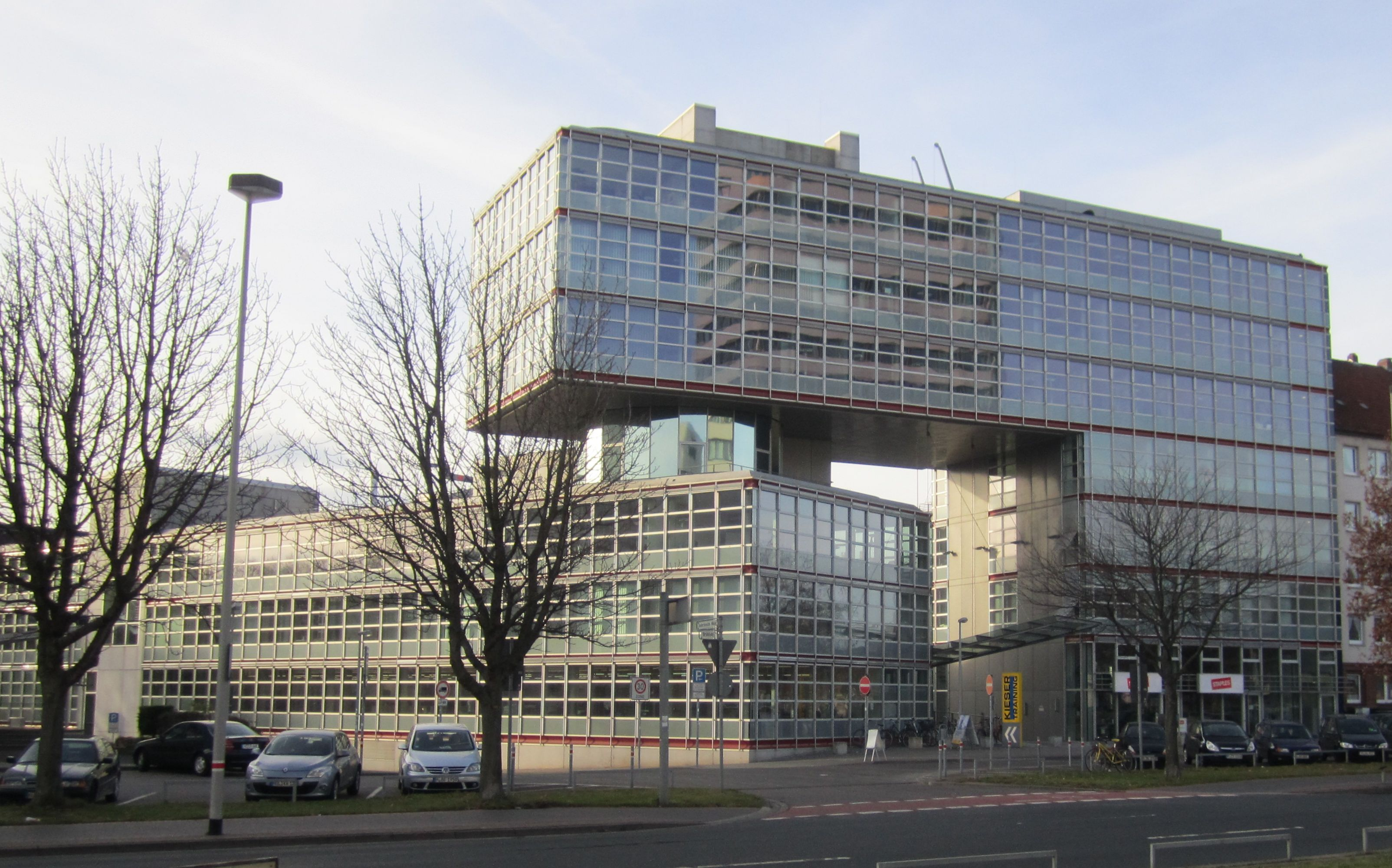
Ehemaliger Firmensitz in Hannover im Torhaus Brühlstraße

Die Delticom AG mit Sitz in Sehnde ist ein 1999 gegründetes börsennotierter e-Commerce-Unternehmen, welches als Online-Händler für Reifen und Kompletträder begann.

## Unternehmen
Das Unternehmen bietet ein Sortiment aus mehr als 100 Marken und mehreren Tausend Reifenmodellen für Pkw und Motorräder sowie Kompletträder und Felgen. In mehr als 70 Ländern betreibt die Gesellschaft eine dreistellige Zahl von Onlineshops sowie Onlinevertriebsplattformen und betreut darüber nach eigenen Angaben rund 15 Millionen Kunden. Das Unternehmen mit Sitz in Sehnde ist vornehmlich in Europa und den Vereinigten Staaten tätig.
Im Geschäftsjahr 2021 machte die Delticom AG einen Umsatz von rund 585 Millionen Euro. Zum Ende des Jahres 2021 waren nach Unternehmensangaben 174 Mitarbeiter im Unternehmen beschäftigt. Die Aktien der Delticom AG sind seit Oktober 2006 im Prime Standard der Deutschen Börse gelistet (ISIN DE0005146807).

## Geschichte
Im Juli 1999 gründeten Rainer Binder und Andreas Prüfer, zwei ehemalige Manager der Continental AG, Delticom in Hannover.
Im Jahr 2000 gründete die Delticom AG mit ReifenDirekt.de ihren ersten Online-Shop für Endkunden, im Juni desselben Jahres folgte mit Autoreifenonline.de der erste Auftritt für Händlerkunden. Weitere Shops folgten.
Im August 2001 gründete Delticom eine erste Tochtergesellschaft im Vereinigten Königreich und eröffnete den ersten Online-Reifenshop im nicht-deutschsprachigen Raum. Das Unternehmen erweiterte kontinuierlich sein Angebot. Im November wurde Delticom mit dem Deutschen Internetpreis 2003 ausgezeichnet. Im Dezember erhielt die Delticom den World Summit Award 2003.
Dem Unternehmen gelang es, eine Reihe neuer Investoren zu finden. Seit dem 26. Oktober 2006 ist die Delticom an der Frankfurter Wertpapierbörse im Prime Standard notiert (WKN 514680, ISIN DE0005146807, Börsenkürzel DEX). Vom 19. Dezember 2008 bis 22. Juni 2015 wurde die Delticom-Aktie im SDAX gelistet. Daneben ist die Aktie auch im niedersächsischen Aktienindex Nisax20 notiert. Das Unternehmen kaufte Mitbewerber auf. Anfang 2020 schloss Delticom alle seine drei Online-Lebensmittelläden und fokussierte sich auf sein Kerngeschäft Reifen mit dem Ziel, wieder profitabel zu werden.

## Tochtergesellschaften

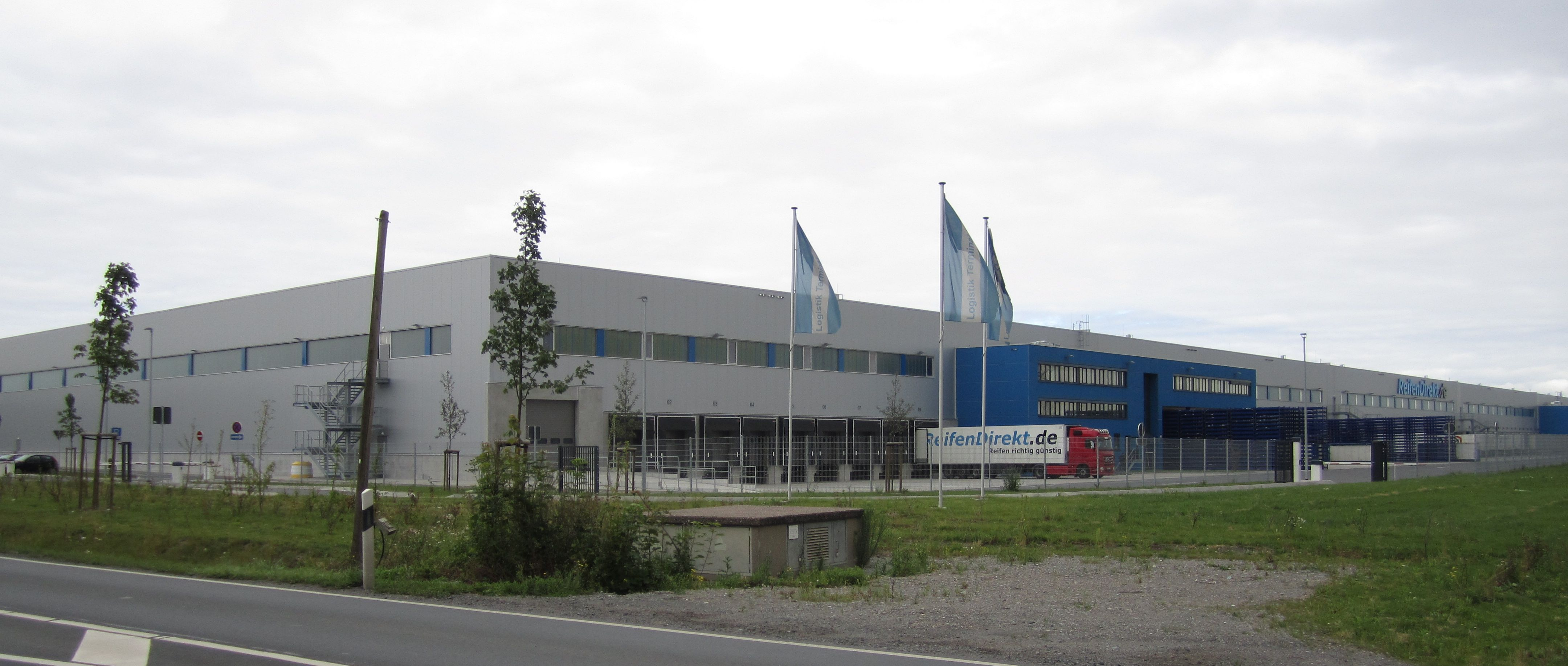
Ehemaliges Lager von Reifendirekt in Höver bei Hannover

Zur Delticom AG gehörten 2021 folgende vollkonsolidierten Tochtergesellschaften:
- All you need Fres GmbH, Berlin (Deutschland)[3]
- DeltiCar SAS, Paris (Frankreich)[3]
- Delticom Ltd., Witney (Vereinigtes Königreich) (vormals: DeltiLog Ltd.)
- Delticom OE S.r.l., Timisoara (Rumänien)
- DeltiLog GmbH, Hannover (Deutschland) (vormals: DeltiTrade GmbH)
- Deltiparts GmbH, Hannover (Deutschland)
- DeltiStorage GmbH, Hannover (Deutschland) (vormals: Delti-Vorrat-1 GmbH)
- Giga GmbH, Hamburg (Deutschland)
- Gigatires LLC, Benicia (Kalifornien, USA)
- MobileMech GmbH, Hannover (Deutschland) (vormals: Reife tausend1 GmbH)
- Pnebo Gesellschaft für Reifengroßhandel und Logistik mbH, Hannover (Deutschland)
- ReifenDirekt.at (Österreich)
- ReifenDirekt.ch (Schweiz)
- ReifenDirekt.de (Deutschland)
- Reife tausend1 GmbH, Hannover (Deutschland)
- Ringway GmbH, Hannover (Deutschland)
- Tirendo Deutschland GmbH, Berlin (Deutschland)
- Tirendo Holding GmbH, Berlin (Deutschland)
- Toroleo Tyres GmbH, Gadebusch (Deutschland)
- Toroleo Tyres TT GmbH & Co. KG, Gadebusch (Deutschland)
- TyresNET GmbH, München (Deutschland)

## Belege
1. 1 2  Geschäftsbericht 2021. Delticom AG, 24. März 2021, abgerufen am 24. März 2021.
2. ↑  Delticom macht Allyouneed Fresh, Gourmondo und Lebensmittel.de dicht. 3. Februar 2020, ehemals im Original (nicht mehr online verfügbar); abgerufen am 18. März 2020. (Seite nicht mehr abrufbar. Suche in Webarchiven)
3. 1 2  inzwischen verschmolzen oder liquidiert.

Koordinaten: 52° 22′ 33,4″ N, 9° 43′ 31,1″ O